# God of War (dòng trò chơi)
God of War là series trò chơi điện tử thần thoại được sáng tạo bởi David Jaffe tại SIE Santa Monica Studio, một công ty con của Sony Interactive Entertainment. Là dòng game độc quyền trên các hệ máy PlayStation được đánh giá cao, God of War là một trong những quân át chủ bài của Sony trong cuộc canh tranh với các hệ máy đối thủ đến từ Nintendo và Microsoft. Đến nay series này đã phát hành 9 phần và có mặt trên mọi nền tảng PlayStation kể từ PlayStation 2. Nhân vật chính là Kratos, cựu thần chiến tranh trên đỉnh Olympus có một quá khứ phức tạp. Các tựa game God of War (2005), God of War II (2007), và God of War III (2010) là bộ ba phiên bản chính có cốt truyện nối tiếp nhau của dòng game này. Phiên bản tiếp theo God of War: Ascension (2013) là chuỗi sự kiện diễn ra trước God of War (2005) trong khi hai phần mới nhất God of War (2018) và God of War Ragnarök (2022) kể về cuộc hành trình của Kratos trên vùng đất mới. Ngoài ra, còn có hai phụ bản God of War: Chains of Olympus (2008) và God of War: Ghost of Sparta (2010) có cốt truyện hé lộ thêm về cuộc đời và quá khứ của Kratos.
Là một dòng trò chơi được đánh giá rất cao và nhiều phần trong series này được coi là những games hành động hay nhất từng được tạo ra, series cũng cực kỳ thành công về mặt thương mại với 32 triệu bản được bán ra trên toàn cầu. Dòng game này đã vượt qua biên giới trò chơi điện tử để trở nên phổ biến trong các phương tiện đại chúng khác, đặc biệt ở các thị trường phương Tây.

## Lối chơi
Series God of War thuộc thể loại phiêu lưu hành động chặt chém (hack and slash) kết hợp với giải đố. Trong 6 phần đầu tiên, người chơi điều khiển Kratos ở góc nhìn thứ ba và camera cố định (nghĩa là người chơi sẽ không thể điều khiển được camera); camera sẽ thay đổi góc quay tự động dựa vào địa hình của từng màn chơi. Mạch chơi của 6 phần đầu tiên mang tính chất tuyến tính, người chơi sẽ theo chân Kratos trên một hành trình đã được vạch sẵn. Sẽ có những kho báu ẩn kích thích sự khám phá, tuy nhiên trong nhiều trường hợp người chơi sẽ không thể quay lại màn chơi trước để tìm kiếm những kho báu đã bị bỏ qua. Trong chiến đấu, vũ khí chính mặc định của Kratos là đôi song đao (Blades of Chaos hoặc là Athena's Blades) được gắn chặt vào tay Kratos bởi những sợi dây xích. Ngoài ra Kratos sẽ có thu thập thêm được những vũ khí khác xuyên suốt các màn chơi. Ngoài ra Kratos sẽ còn có thể sử dụng 4 kỹ năng (skills) trong chiến đấu; kỹ năng thường gây ra sát thương mạnh hơn và/hoặc có hiệu ứng đặc biệt (ví dụ như gây sát thương tầm rộng, bắn tầm xa, hay hóa đá kẻ thù) nhưng cần mana để sử dụng. Phong cách chiến đấu nhấn mạnh vào các chuỗi combo với các tổ hợp phím khác nhau, duy trì chuỗi combo càng dài sẽ gây ra sát thương mạnh hơn; các skills cũng sẽ được tính vào chuỗi combo. Bên cạnh đó, bấm phím nhanh (Quick Time Event hay QTE) cũng được series này sử dụng nhiều lần. Ngoài ra, mỗi lần Kratos gây sát thương lên kẻ thù, thanh Wrath/Rage sẽ được tích dần; khi thanh này được kích hoạt, Kratos trở nên khỏe hơn và gây sát thương lớn hơn. Xuyên suốt màn chơi Kratos sẽ tích lũy điểm kinh nghiệm bằng cách tiêu diệt kẻ địch hoặc mở hòm; điểm kinh nghiệm dùng để nâng cấp vũ khí và kỹ năng.
Trong khi đó, phần game God of War (2018) sử dụng camera tự do với góc nhìn thứ ba qua vai. Đây là lần đầu tiên vũ khí mặc định của Kratos không phải là đôi song đao gắn xích mà là cây rìu Leviathan, kỷ vật của vợ anh Faye tặng lại cho Kratos trước khi mất. Kratos có thể ném rìu vào kẻ thù và triệu hồi nó trở lại tay mình (tương tự như cây búa Mjölnir của thần Thor). Ngoài ra, Kratos còn được sự trợ giúp từ Atreus với bộ cung tên của cậu. Đến một thời điểm nhất định trong game, Kratos sẽ sử dụng lại Blades of Chaos và người chơi có thể lựa chọn giữa hai loại vũ khí tùy thuộc vào từng hoàn cảnh và kẻ thù cũng như sở thích của người chơi. Phong cách chiến đấu vẫn nhấn mạnh vào yếu tố chặt chém với các tổ hợp phím và chuỗi combo tuy nhiên game đã bổ sung thêm các yếu tố nhập vai RPG như là trang bị áo giáp và ấn (rune) cho vũ khí; rune giúp gia tăng sức mạnh cho Kratos và có thể sử dụng kỹ năng đặc biệt. Một thay đổi lớn khác là thể giới trong game tương đối mở; ngoài nhiệm vụ chính, Kratos và Atreus có thể tham gia vào một loạt các nhiệm vụ phụ để tích lũy thêm điểm kinh nghiệm cũng như tìm thêm những món đồ hữu ích. Do tính chất này nên người chơi có thể quay lại những địa điểm cũ để tìm kiếm những kho báu bị bỏ qua.

## Bối cảnh
6 phần đầu tiên của series lấy bối cảnh trong Thần thoại Hy Lạp, trong khi God of War (2018) đặt bối cánh Thần thoại Bắc Âu. Nhân vật chính là một chiến binh và tướng lĩnh người Sparta tên là Kratos có biệt danh là 'Ghost of Sparta' (Bóng ma Sparta) liên tục bị các vị thần lợi dụng và gieo rắc đau khổ lên cuộc đời của anh. Từ đó, Kratos trở nên căm ghét thần linh mặc dù bản thân anh cũng là một bán thần (con trai của thần Zeus). Series này thường miêu tả các vị thần là các nhân vật phản diện. Trong games, người chơi sẽ chu du qua các địa danh cả thực tế lần thần thoại của Hy Lạp cổ đại và Thần thoại Bắc Âu, chiến đấu với những quái vật trong truyền thuyết và các vị thần.

## Các phiên bản
Bản mẫu:VG timeline
God of War được phát triển bởi SCE Santa Monica Studio và phát hành lần đầu bởi Sony Computer Entertainment tại Bắc Mỹ vào ngày 22 tháng 3 năm 2005 cho hệ máy PlayStation 2. Các phiên bản cho các thị trường còn lại lần lượt được tung ra ở các tháng sau đó cùng năm. Nhân vật chính Kratos là một chiến binh và thủ lĩnh người Sparta hùng mạnh có được sự bảo hộ từ nữ thần Athena. Game dẫn người chơi theo chân Kratos trên hành trình báo thù thần chiến tranh Ares, người mà anh đã từng tuyên thệ trung thành nhưng lại lừa anh vào một cái bẫy tự tay sát hại vợ và con gái của mình.
God of War II được phát triển bởi SCE Santa Monica Studio và phát hành lần đầu bởi Sony Computer Entertainment tại Bắc Mỹ vào ngày 13 tháng 3 năm 2007 cho hệ máy PlayStation 2. Các phiên bản cho thị trường còn lại lần lượt ra mắt sau đó cùng năm. Sau khi đánh bại Ares và trở thành chiến thần mới của đỉnh Olympus, Kratos vẫn bị bóng ma quá khứ ám ảnh, điều mà các vị thần đã hứa sẽ giúp anh giải thoát. Căng thẳng giữa Kratos và đỉnh Olympus ngày càng gia tăng và cuối cùng Zeus đã can thiệp và giết chết Kratos. Trên đường bị kéo xuống địa ngục, Kratos được cứu bởi Gaia, người giữ mối thù với Zeus vì thần đã bắt giam và đày đọa những người con Titan của bà sau cuộc đại chiến Titanomachy. Cùng sự giúp đỡ của Gaia, Kratos đã quay trở lại đỉnh Olympus để tìm Zeus báo thù.
God of War: Chains of Olympus được phát triển bởi Ready at Dawn và SCE Santa Monica Studio, phát hành lần đầu bởi Sony Computer Entertainment tại Bắc Mỹ vào ngày 4 tháng 3 năm 2008 cho hệ máy cầm tay PSP. Các phiên bản cho các thị trường còn lại lần lượt được tung ra ở các tháng sau đó cùng năm. Game lấy bối cảnh trước God of War (2005), trong khoảng thời gian 10 năm Kratos phục vụ các vị thần Olympus nhằm tìm kiếm sự cứu rỗi khỏi cơn ác mộng quá khứ. Lúc này, Kratos đã lập một chiến công vĩ đại khi cứu đỉnh Olympus thoát khỏi sự diệt vong trong âm mưu báo thù của 'Bà hoàng Thế giới ngầm', nữ thần Persephone.
God of War III được phát triển bởi SCE Santa Monica Studio và phát hành lần đầu bởi Sony Computer Entertainment tại Bắc Mỹ vào ngày 16 tháng 3 năm 2010 cho hệ máy PlayStation 3. Các phiên bản cho thị trường còn lại lần lượt được ra mắt ngay vài ngày sau đó. Cốt truyện của game khép lại bộ ba games trilogy kể về cuộc đời của Kratos. Lấy bối cảnh ngay sau God of War II, game dẫn người chơi theo chân Kratos cùng đội quân Titan của Gaia tấn công lên đỉnh Olympus, với quyết tâm tiêu diệt các vị thần Olympus một lần và mãi mãi.
God of War: Ghost of Sparta được phát triển bởi Ready at Dawn và SCE Santa Monica Studio, phát hành lần đầu bởi Sony Computer Entertainment tại Bắc Mỹ vào ngày 2 tháng 11 năm 2010 cho hệ máy cầm tay PlayStation Portable. Các phiên bản cho thị trường còn lại lần lượt ra mắt ngay vài ngày sau đó. Game lấy bối cảnh sau God of War (2005) và trước God of War II. Chiến thần Kratos quyết định đi tìm lại quá khứ của mình. Cuộc hành trình dẫn Kratos gặp lại mẹ ruột của mình và hé lộ thêm những bí ẩn về thân phận của Kratos và mối quan hệ giữa anh và các vị thần đỉnh Olympus.
God of War: Ascension được phát triển bởi SCE Santa Monica Studio và phát hành lần đầu bởi Sony Computer Entertainment tại Bắc Mỹ vào ngày 12 tháng 3 năm 2013 cho hệ máy PlayStation 3. Các phiên bản cho các thị trường còn lại lần lượt được tung ra ngay vài ngày sau đó. Game lấy bối cảnh trước God of War (2005), 6 tháng sau khi Kratos sát hại gia đình của mình. Lúc này, Kratos bị giam cầm bởi ba nữ thần báo thù Furies vì đã phá vỡ lời thề máu với thần chiến tranh Ares. Ngoài ra, Kratos còn phát hiện ra Ares đang ủ mưu lật đổ Olympus. Kratos cuối cùng cũng thoát ra được, giết chết Furies và phá vỡ mối liên kết với Ares. Tuy nhiên, cơn ác mộng quá khứ bắt đầu ám ảnh anh cho đến nhiều năm về sau.
God of War được phát triển bởi SIE Santa Monica Studio và phát hành toàn cầu bởi Sony Interactive Entertainment vào ngày 20 tháng 4 năm 2018 cho hệ máy PlayStation 4. Game chuyển bối cảnh sang Thần thoại Bắc Âu; tiếp nối truyền thống, God of War tiếp tục miêu tả các vị thần ở đây là những kẻ độc ác, tàn nhẫn, ích kỷ nhưng cũng đầy mưu mô và xảo quyệt, điển hình là Odin, Thor, và Baldur. Nhiều năm sau các sự kiện diễn ra trong God of War III, Kratos lúc này đã rời bỏ Hy Lạp để đến cõi Midgard ở Bắc Âu. Tại đây, anh đã kết hôn với một người phụ nữ tên là Faye và họ có với nhau một người con trai Atreus. Kratos và Atreus đã dấn thân vào một cuộc hành trình gian nan để thực hiện ước nguyện cuối cùng của Faye trước khi cô qua đời. Chuyến đi trở nên càng nguy hiểm khi có sự can thiệp từ các vị thần Aesir của đỉnh Asgard mà chính hai cha con cũng không biết vì sao. Đồng thời, dù đã cô gắng chôn sâu, những ký ức ác mộng từ quá khứ vẫn tiếp tục đeo đuổi Kratos và ảnh hưởng trực tiếp lên Atreus. Cuộc hành trình đã gắn kết thêm tình cảm cha con, hé lộ những bí ẩn về thân phận và quá khứ của Faye cũng như của các vị thần đỉnh Asgard.